# Mary Bruce

Stemma del clan Bruce.

Mary Bruce (1273 – 1323) è stata una nobile scozzese, sorella di re Roberto I di Scozia.

## Biografia
Era una delle figlie di Robert Bruce, VI signore di Annandale e Marjorie, Contessa di Carrick, due dei più potenti feudatari del Regno di Scozia. Non molto è noto di lei, a partire dalla sua data di nascita, che oscilla per tutto il decennio tra il 1273 e il 1282, rendendola a seconda del caso una delle figlie maggiori o minori dei Bruce.
Si sposò una prima volta con sir Neil Campbell, anche se la data dell'unione è ignota. Dato che nel 1306 lei, la sorella Christina, la nipote Marjorie e la cognata Elizabeth Burgh furono catturate dagli inglesi, è possibile che Mary si fosse sposata poco prima; rimase in cattività fino al 1312, quando fu rilasciata, e potrebbe essersi invece sposata poco dopo.
Rimasta vedova, si risposò nel 1316 con sir Alexander Fraser. Morì nel 1323.

## Discendenza
Dal suo primo matrimonio con Neil Campbell ebbe tre figli:
- John Campbell (?-1333), morto alla battaglia di Halidon Hill;
- Dougal Campbell (1312-1323);
- Duncan Campbell (1316-?).

Dal suo secondo matrimonio con Alexander Fraser, ucciso alla battaglia di Dupplin Moor, ebbe due figli:
- John Fraser (1317-?);
- William Fraser (?-1346), ucciso alla battaglia di Neville's Cross.

## Ascendenza
|                                       |                    |                                                 | Genitori                                   |  |  | Nonni |  |  | Bisnonni                              |  |  | Trisnonni                               |  |
|                                       |                    |                                                 |                                            |  |  |       |  |  | Robert Bruce, IV Signore di Annandale |  |  | William Bruce, III Signore di Annandale |  |
|                                       |                    |                                                 |                                            |  |  |       |  |  | Robert Bruce, IV Signore di Annandale |  |  | William Bruce, III Signore di Annandale |  |
|                                       |                    | Christina                                       |                                            |  |  |       |  |  | Robert Bruce, IV Signore di Annandale |  |  |                                         |  |
| Robert Bruce, V Signore di Annandale  |                    |                                                 |                                            |  |  |       |  |  | Robert Bruce, IV Signore di Annandale |  |  |                                         |  |
|                                       |                    | Isobel di Huntingdon                            | Davide di Scozia                           |  |  |       |  |  |                                       |  |  |                                         |  |
|                                       |                    | Isobel di Huntingdon                            | Davide di Scozia                           |  |  |       |  |  |                                       |  |  |                                         |  |
|                                       |                    | Isobel di Huntingdon                            | Matilda di Chester                         |  |  |       |  |  |                                       |  |  |                                         |  |
| Robert Bruce, VI signore di Annandale |                    | Isobel di Huntingdon                            |                                            |  |  |       |  |  |                                       |  |  |                                         |  |
|                                       |                    | Gilberto di Clare, V conte di Gloucester        | Richard de Clare, III conte di Hertford    |  |  |       |  |  |                                       |  |  |                                         |  |
|                                       |                    | Gilberto di Clare, V conte di Gloucester        | Richard de Clare, III conte di Hertford    |  |  |       |  |  |                                       |  |  |                                         |  |
|                                       |                    | Gilberto di Clare, V conte di Gloucester        | Amice FitzRobert                           |  |  |       |  |  |                                       |  |  |                                         |  |
| Isabella di Clare                     |                    | Gilberto di Clare, V conte di Gloucester        |                                            |  |  |       |  |  |                                       |  |  |                                         |  |
|                                       |                    | Isabella di Pembroke                            | Guglielmo il Maresciallo                   |  |  |       |  |  |                                       |  |  |                                         |  |
|                                       |                    | Isabella di Pembroke                            | Guglielmo il Maresciallo                   |  |  |       |  |  |                                       |  |  |                                         |  |
|                                       |                    | Isabella di Pembroke                            | Isabella di Clare, IV contessa di Pembroke |  |  |       |  |  |                                       |  |  |                                         |  |
| Mary Bruce                            |                    | Isabella di Pembroke                            |                                            |  |  |       |  |  |                                       |  |  |                                         |  |
|                                       | Cailean di Carrick | Donnchadh, conte di Carrick                     |                                            |  |  |       |  |  |                                       |  |  |                                         |  |
|                                       | Cailean di Carrick | Donnchadh, conte di Carrick                     |                                            |  |  |       |  |  |                                       |  |  |                                         |  |
|                                       | Cailean di Carrick | Avelina FitzWalter                              |                                            |  |  |       |  |  |                                       |  |  |                                         |  |
| Niall, conte di Carrick               | Cailean di Carrick |                                                 |                                            |  |  |       |  |  |                                       |  |  |                                         |  |
|                                       |                    | una figlia di Niall Ruadh Ó Néill               | Niall Ruadh Ó Néill                        |  |  |       |  |  |                                       |  |  |                                         |  |
|                                       |                    | una figlia di Niall Ruadh Ó Néill               | Niall Ruadh Ó Néill                        |  |  |       |  |  |                                       |  |  |                                         |  |
|                                       |                    | una figlia di Niall Ruadh Ó Néill               | …                                          |  |  |       |  |  |                                       |  |  |                                         |  |
| Marjorie, Contessa di Carrick         |                    | una figlia di Niall Ruadh Ó Néill               |                                            |  |  |       |  |  |                                       |  |  |                                         |  |
|                                       |                    | Walter Stewart, III Grande Intendente di Scozia | Alan fitz Walter                           |  |  |       |  |  |                                       |  |  |                                         |  |
|                                       |                    | Walter Stewart, III Grande Intendente di Scozia | Alan fitz Walter                           |  |  |       |  |  |                                       |  |  |                                         |  |
|                                       |                    | Walter Stewart, III Grande Intendente di Scozia | incerta                                    |  |  |       |  |  |                                       |  |  |                                         |  |
| Margaret Stewart                      |                    | Walter Stewart, III Grande Intendente di Scozia |                                            |  |  |       |  |  |                                       |  |  |                                         |  |
|                                       |                    | Bethóc di Angus                                 | Gille Críst, conte di Angus                |  |  |       |  |  |                                       |  |  |                                         |  |
|                                       |                    | Bethóc di Angus                                 | Gille Críst, conte di Angus                |  |  |       |  |  |                                       |  |  |                                         |  |
|                                       |                    | Bethóc di Angus                                 | Marjorie di Huntingdon                     |  |  |       |  |  |                                       |  |  |                                         |  |
|                                       |                    | Bethóc di Angus                                 |                                            |  |  |       |  |  |                                       |  |  |                                         |  |